# Csepel-Erdősor
Csepel-Erdősor (2012 végéig Erdősor) Budapest egyik  városrésze a XXI. kerületben, a Csepel-szigeten.

## Fekvése
A Szentmiklósi út a Festő utcától, Tihanyi utca, Budapest határa, 4076. utca - Plútó utca, Szabadság utca, Erdősor utca, Festő utca, Szentmiklósi út határolta terület.

## Története
Csepelnek ez a városrésze az 1920-as években alakult ki.
Elsőként a Szent László úti lakótelep épült fel 1974-1977 között. Ezt követte két ütemben 1977-1983 és 1988-1989 között (más források szerint 1981-1985 között) a Csepel Vas- és Fémművek dolgozóinak épített, négyemeletes pont- és sávházakból álló lakótelep. Az utcák – amelyek valójában sétányok - állatneveket kaptak, úgy mint: Puli, Cirmos, Csikó, Nyuszi.
Erdősort 2012 decemberében a Fővárosi Közgyűlés Csepel-Erdősor névre keresztelte át.